# Ischnura prognata
Ischnura prognata är en trollsländeart som först beskrevs av Hagen 1861.  Ischnura prognata ingår i släktet Ischnura och familjen dammflicksländor. Inga underarter finns listade i Catalogue of Life.

## Bildgalleri

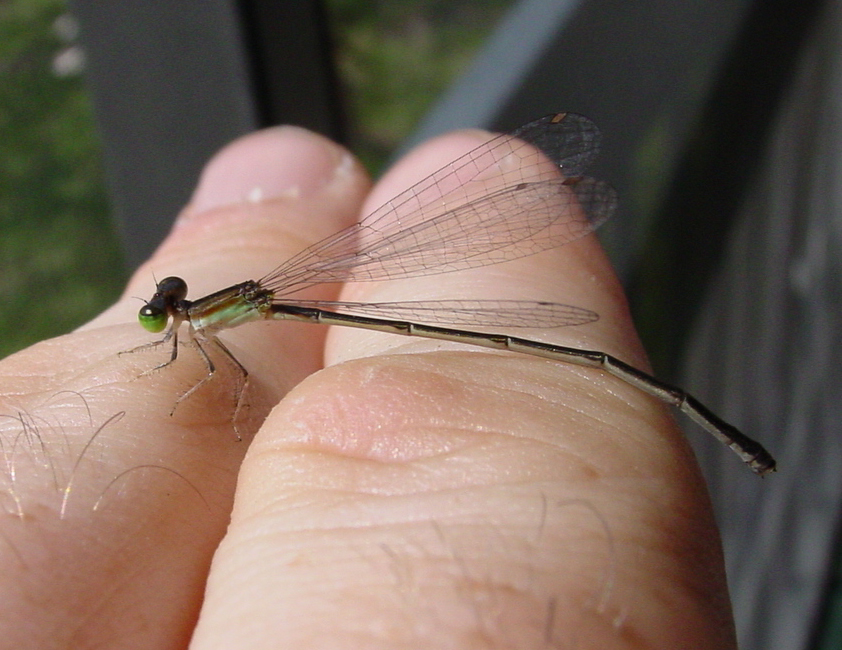